# Riposto

Ubicació de Riposto dins de la província

Riposto (Ripostu en sicilià) és un municipi italià, situat a la regió de Sicília i a la ciutat metropolitana de Catània. L'any 2007 tenia 14.764 habitants. Limita amb els municipis d'Acireale, Giarre i Mascali.

## Història
Riposto va néixer com a barri costaner de l'antic comtat de Màscali i es va desenvolupar al llarg dels segles XVII i XIX gràcies al comerç del vi. El 1815 se separà de Màscali juntament amb Giarre, i el 1841 obtingué la seva pròpia autonomía. Durant el Feixisme, Riposto i Giarre foren unides sota el nou nom de Jonia, però, posteriorment separades el 1945.

## Administració
| Període | Identitat         | Partit                 |
| ------- | ----------------- | ---------------------- |
| 2008-   | Carmelo Spitaleri | Rifondazione Comunista |

## Monuments històrics
- Palazzo dei Principi Natoli

## Personatges il·lustres
- Franco Battiato